# Накамура, Кэйто
Кэйто Накамура (яп. 中村 敬斗; род. 28 июля 2000, Абико, Тиба) — японский футболист, вингер и нападающий клуба «Реймс» и сборной Японии.

## Клубная карьера
Накамура присоединился к «Гамбе Осака» из команды «Мицубиси Йова» перед началом Джей-лиги сезона 2018. Ранее был на просмотре в немецком клубе «Штутгарт», но он не увенчался успехом. 24 февраля 2018 года, в возрасте 17 лет, дебютировал в домашнем матче против «Нагоя Грампус» (2:3), в котором заменил Хван Ый Джо на 69-й минуте.
В общей сложности он сыграл 17 в Джей-лиге во время своей первого года и забил 1 гол, который стал победным в игре против «В-Варен Нагасаки» 24 ноября. Он также забил один гол в 7 играх Кубка Джей-Лиги и один раз вышел на замену в Кубке Императора (в домашнем проигрышном матче против от Университета Квансей Гакуин).
Накамура провел большую часть второй половины сезона за команду «Гамбы» до 23 лет в Джей-лиге 3, где он забил 4 гола в 15 матчах, забив голы в ворота «Токио» (до 23 лет), «Зеспакусацу Гумма» и «Азул Кларо».
22 июля 2019 года Накамура на правах аренды присоединился к нидерландскому клубу «Твенте». В первом туре сезона 2019/20 против ПСВ он забил свой первый гол за свой новый клуб всего после восьми минут игры. Игра в итоге завершилась вничью 1:1. Он также забил еще раз в следующем матче чемпионата против «Гронингена» на выезде, который завершился победой со счетом 3:1. 15 сентября (6-й тур) в выездной победе над «Фортуной» со счетом 3:2 он забил гол в третий раз в сезоне, а также сделал результативную передачу. Всего в этом сезоне он забил четыре гола и сделал одну результативную передачу за 17 матчей чемпионата.
В конце июня 2020 года арендное соглашение с «Твенте» был досрочно прекращен, и новая аренда была согласована с бельгийским клубом «Сент-Трюйден». Однако, за «канареек» он сыграл только 5 матчей. Аренда была прекращена в начале февраля 2021 года, Накамура был отдан в аренду клубу «Юниорс» из 2-й лиги Австрии.
11 августа 2021 года он подписал трёхлетний контракт с австрийским клубом ЛАСК. В своём первом сезоне он провел 32 матча, в которых забил девять голов. В сезоне 2021/2022 японец превратился в постоянного игрока на позиции левого нападающего. В августе 2022 года его контракт был досрочно продлен до июня 2025 года. В сезоне 2022/2023 японец забил 14 голов в 31 матче чемпионата.
10 августа 2023 года было объявлено, что Накамура перейдет во французский «Реймс». 12 августа он дебютировал в Лиге 1 в матче против «Олимпика Марсель», выйдя на замену на 15-й минуте второго тайма. 26 сентября в 6-м туре против «Лилля» он забил свой первый гол во французском чемпионате.

## Карьера за сборную
Накамура представлял Японию на уровнях до 15, до 16 и до 17 лет, играя как на Чемпионате Азии среди юношей до 16 лет в 2016 году, так и на чемпионате мира среди юношей до 17 лет, на котором он забил 4 гола в 4 играх, а Япония проиграла Англии на стадии 1/8 финала.
В марте 2023 года Хадзимэ Мориясу вызвал его в национальную сборную на товарищеские матчи против Уругвая и Колумбии. Дебютировал 24 марта в матче против Уругвая, выйдя на замену на 89-й минуте, а игра завершилась со счётом 1:1. 15 июня он вышел на замену в начале второго тайма против Сальвадора и забил свой первый гол за сборную. 12 сентября он впервые вышел в стартовом составе сборной в матче против Турции и забил два гола.
Был включён в состав сборной на Кубок Азии 2023 в Катаре.

## Статистика

### Клубная
| Клуб                  | Сезон      | Лига                   | Лига  | Лига | Кубок | Кубок | Кубок лиги | Кубок лиги | Континент | Континент | Итог  | Итог |
| Клуб                  | Сезон      | Дивизион               | Матчи | Голы | Матчи | Голы  | Матчи      | Голы       | Матчи     | Голы      | Матчи | Голы |
| --------------------- | ---------- | ---------------------- | ----- | ---- | ----- | ----- | ---------- | ---------- | --------- | --------- | ----- | ---- |
| Гамба Осака           | 2018       | Джей-лига              | 17    | 1    | 1     | 0     | 7          | 1          | -         | -         | 25    | 2    |
| Гамба Осака           | 2019       | Джей-лига              | 7     | 0    | 1     | 3     | 5          | 3          | -         | -         | 13    | 6    |
| Гамба Осака           | Итог       | Итог                   | 24    | 1    | 2     | 3     | 12         | 4          | -         | -         | 38    | 8    |
| Твенте (аренда)       | 2019/20    | Эредивизи              | 17    | 4    | 1     | 2     | -          | -          | -         | -         | 18    | 6    |
| Сент-Трюйден (аренда) | 2020/21    | Бельгийская Про-лига   | 5     | 1    | 0     | 0     | -          | -          | -         | -         | 5     | 1    |
| Юниорс (аренда)       | 2020/21    | Вторая лига            | 9     | 2    | 0     | 0     | -          | -          | -         | -         | 9     | 2    |
| Юниорс (аренда)       | 2021/22    | Вторая лига            | 5     | 3    | 0     | 0     | -          | -          | -         | -         | 5     | 3    |
| Юниорс (аренда)       | Итог       | Итог                   | 14    | 5    | 0     | 0     | -          | -          | -         | -         | 14    | 5    |
| ЛАСК                  | 2021/22    | Австрийская бундеслига | 22    | 6    | 3     | 0     | -          | -          | 7         | 3         | 32    | 9    |
| ЛАСК                  | 2022/23    | Австрийская бундеслига | 31    | 14   | 5     | 3     | -          | -          | -         | -         | 36    | 17   |
| ЛАСК                  | Итог       | Итог                   | 53    | 20   | 8     | 3     | -          | -          | 7         | 3         | 68    | 26   |
| Реймс                 | 2023/24    | Лига 1                 | 25    | 4    | 0     | 0     | —          | —          | —         | —         | 25    | 4    |
| Реймс                 | 2024/25    | Лига 1                 | 17    | 7    | 1     | 0     | —          | —          | —         | —         | 18    | 7    |
| Общий итог            | Общий итог | Общий итог             | 156   | 42   | 12    | 8     | 12         | 4          | 7         | 3         | 187   | 57   |

1. ↑  Матчи в Лиге конференций

### Международная
| Сборная | Год  | Матчи | Голы |
| ------- | ---- | ----- | ---- |
| Япония  | 2023 | 4     | 4    |
| Япония  | 2024 | 9     | 4    |
| Итог    | Итог | 13    | 8    |

### Голы за сборную
| № | Дата             | Место                                                              | Соперник  | Счёт | Результат | Турнир                  |
| - | ---------------- | ------------------------------------------------------------------ | --------- | ---- | --------- | ----------------------- |
| 1 | 15 июня 2023     | Тоёта, Тоёта, Япония                                               | Сальвадор | 5:0  | 6:0       | Кубок Кирин 2023        |
| 2 | 12 сентября 2023 | Сегека арена, Генк, Бельгия                                        | Турция    | 2:0  | 4:2       | Кубок Кирин 2023        |
| 3 | 12 сентября 2023 | Сегека арена, Генк, Бельгия                                        | Турция    | 3:0  | 4:2       | Кубок Кирин 2023        |
| 4 | 13 октября 2023  | Денка Биг Суон, Ниигата, Япония                                    | Канада    | 3:0  | 4:1       | Товарищеский матч       |
| 5 | 1 января 2024    | Японский национальный стадион, Токио, Япония                       | Таиланд   | 2:0  | 5:0       | Товарищеский матч       |
| 6 | 14 января 2024   | Эль-Тумама, Доха, Катар                                            | Вьетнам   | 3:2  | 4:2       | КАЗ 2023                |
| 7 | 6 июня 2024      | Стадион молодёжного тренировочного центра «Тувунна», Янгон, Мьянма | Мьянма    | 1:0  | 5:0       | Квалификация на ЧМ 2026 |
| 8 | 6 июня 2024      | Стадион молодёжного тренировочного центра «Тувунна», Янгон, Мьянма | Мьянма    | 5:0  | 5:0       | Квалификация на ЧМ 2026 |